# Le Trait
Le Trait este o comună în departamentul Seine-Maritime, Franța. În 1 ianuarie 2022 avea o populație de 4.742 de locuitori.

## Localități vecine
| Saint-Wandrille-Rançon                             | Sainte-Marguerite-sur-Duclair |         |
| Notre-Dame-de-Bliquetuit & La Mailleraye-sur-Seine |                               | Duclair |
|                                                    | Heurteauville & Yainville     |         |